# 高嶋ひでたけのあさラジ!
高嶋ひでたけのあさラジ!（たかしまひでたけのあさラジ!）は、ニッポン放送にて2010年6月28日から2018年3月30日まで放送していた朝の情報番組である。

## 概要
ニッポン放送は、2007年下半期の改編にて、ニッポン放送平日早朝帯ワイド番組にて『小倉淳の早起きGoodDay!』、ニッポン放送平日朝帯ワイド番組『上柳昌彦のお早うGoodDay!』を放送していたが、
2010年秋の改編にて、同年6月28日から前述の2番組を終了させて、放送枠を統合させて番組を開始。パーソナリティは平日朝の番組にて長年担当していた高嶋が、夕方の枠の担当を挟んで、6年9ヵ月振りに平日朝の番組を担当番組を担当する事となった。この改編により、朝のワイド番組の終了が朝8時となり、次放送枠の『垣花正 あなたとハッピー!』のスタート時間が30分繰り上がった。
2014年10月から、平日朝の早朝枠を当該番組から切り離して、『山口良一 今日もいきいきあさ活ニッポン』を開始する事となり、放送時間が2時間に短縮された。
2018年2月19日放送分にて、高嶋から話題を切り出し、当該番組が終了する事を発表した。高嶋自身は、2020年東京オリンピックが開催される、2020年迄出演を続け、77歳の喜寿でパーソナリティを勇退したいと考えていたが、2017年10月20日に同局の幹部から番組終了を告げられた事を明かし、同年3月30日にて番組が終了し、ニッポン放送の朝の顔としての出演にピリオドが打たれた。
2018年4月2日から、同放送枠の後継番組として、高嶋と同じ地元出身で、一緒に同行取材もしている、同局のアナウンサーの飯田浩司が務める、『飯田浩司のOK! Cozy up!』がスタートした。

## 出演者
肩書無しはニッポン放送所属のアナウンサー

### パーソナリティ
- 高嶋ひでたけ（元ニッポン放送アナウンサー、現フリーアナウンサー） - 2010年6月28日 - 2018年3月30日

### アシスタント
- 東島衣里 - 2016年3月28日 - 2018年3月30日 [注 1]

### コメンテーター

#### ニュースゾーン
- 月曜：須田慎一郎（ジャーナリスト） - 2010年7月1日 - 2018年3月19日[注 2][注 3]
- 火曜：富坂聰（ジャーナリスト） - 2010年11月 - 2018年3月27日[注 4][注 5]
- 水曜：鈴木哲夫（政治ジャーナリスト） - 2012年8月 - 2018年3月28日[注 6]
- 木曜：（隔週）佐藤優（作家、元外務省官僚）[注 7]※奇数週 - 2010年7月1日 - 2018年3月29日、週替わりコメンテーター※奇数週
- 金曜：宮家邦彦（キヤノングローバル戦略研究所 研究主幹） - 2012年10月 - 2018年3月30日[注 8]

#### 不定期

##### 準レギュラー
- 手嶋龍一（ジャーナリスト） - 2011年4月 - （隔週） [注 9][注 10]
- 石平（評論家、拓殖大学客員教授）- 2010年12月 -
- 小幡績（慶應義塾大学慶應ビジネススクール准教授）
- 乾正人（当時：産経新聞政治部部長、現：東京本社執行役員兼論説委員長） - 2010年6月 - [注 11]

##### 主なゲスト
- 渡辺周（衆議院議員）
- 海江田万里（衆議院議員、元経済産業大臣）
- 福島瑞穂（参議院議員）
- 尾木直樹（教育評論家）
- 石原伸晃（衆議院議員）
- 武田邦彦（中部大学特任教授）
- 岩上安身（ジャーナリスト）
- 長妻昭（衆議院議員、元厚生労働大臣）
- 平沢勝栄（衆議院議員）
- ポール室山（政治アナリスト、ロビイスト）

- 石破茂（衆議院議員）
- 古賀茂明（元経済産業省官僚）
- 鈴木宗男（元衆議院議員）
- 福本ヒデ（ザ・ニュースペーパー）
- 中野剛志（経済産業省官僚、元京都大学大学院准教授）
- 松田学（元財務省官僚、横浜市立大学、埼玉学園大学大学院客員教授）
- 馬淵澄夫（衆議院議員、元国土交通大臣）
- 稲継裕昭（早稲田大学大学院教授、大阪市特別顧問）
- 蓮池透（拉致被害者蓮池薫の実兄）
- 原田武夫（原田武夫国際戦略情報研究所）

- 土居丈朗（慶應義塾大学経済学部教授、年金問題専門家）
- 森本敏（元防衛大臣）
- 塩崎恭久（衆議院議員、元厚生労働大臣）
- 田母神俊雄（元航空幕僚長、軍事評論家）
- 長戸雅子（当時：産経新聞外信部部長（産経新聞東京本社）、現：産経新聞大阪本社政治国際部部長兼論説委員)
- 花田紀凱（当時：月刊WiLL編集長）
- 高橋和夫（放送大学教授）
- 木村太郎（ジャーナリスト）
- 高橋洋一（経済学者、嘉悦大学教授）
- 小野寺五典（衆議院議員、自民党政調会長代理、元防衛大臣）

- 山谷えり子（参議院議員）
- 藤井厳喜（国際政治アナリスト）
- 荻原博子（経済ジャーナリスト）
- 若狭勝（衆議院議員、弁護士）

### ニュースデスク
やじうまニュースネットワークにて出演。災害情報を伝える場合は5時台から出ることもあり、過去、2013年6月迄は「ガツンと言わせて」も担当。
- 畑中秀哉（ニッポン放送報道部記者）月、水曜日担当、2011年12月 -
- 上村貢聖（ニッポン放送報道部 解説委員）火曜日担当、2011年8月 -
- 森田耕次（ニッポン放送報道部 解説委員）木、金曜日担当、2010年6月 -

### その他の出演者
ラジオ人間ドック
- 鎌田實 ※有楽町あさ活クラブからの移動
- 森田豊（医師、医療ジャーナリスト）

### 過去出演者

#### アシスタント
- 新保友映（当時：ニッポン放送アナウンサー）※全曜日担当、 - 2010年6月28日 - 2012年11月19日
- 石川みゆき（元ニッポン放送アナウンサー、現フリーアナウンサー）※月、火担当、 - 2012年11月20日 - 2013年6月25日
- 増田みのり（当時：ニッポン放送アナウンサー）※木曜担当、 - 2012年11月22日 - 12月27日
- 深津瑠美（当時：フリーアナウンサー）※水、木曜担当、 - 2012年11月28日 / 2013年1月3日 - 3月28日
- 箱崎みどり※月 - 水曜担当、 - 2013年4月3日 - 2016年3月23日[注 12]
- 増山さやか※木、金曜担当、 - 2014年7月3日 - 2017年3月31日[注 13]

#### 代理パーソナリティ
高嶋の夏季、冬季休暇等での代理。2015年4月以降は、レギュラーコメンテーターが番組を仕切る
- 黒岩祐治（国際医療福祉大学客員教授、現神奈川県知事）- 2010年9月6日
- 金子哲雄（流通ジャーナリスト）- 2010年9月8日
- 松崎菊也（元ザ・ニュースペーパー）- 2010年9月9日
- 石原伸晃 - 2011年9月14日
- 藤原和博 - 2011年9月16日
- 福本ヒデ（ザ・ニュースペーパー）- 2012年11月12日、2014年1月3日
- 名越康文（精神科医）- 2012年11月13日
- 田中秀臣（上武大学教授）- 2012年11月14日
- 宇野常寛（批評家）- 2012年11月16日
- 佐々木正洋（元テレビ朝日アナウンサー、現：フリーアナウンサー） - 2013年1月2日
- 小倉淳（元日本テレビ放送網アナウンサー、現フリーアナウンサー） - 2013年11月11日 - 11月15日、2014年1月2日
- 山本秀也（産経新聞編集委員） - 2015年1月2日
- 飯田浩司 - 2014年7月31日 - 8月1日、2015年1月28日、2017年11月23日
- 増田ユリヤ（ジャーナリスト、元高校教師※世界史） - 2016年11月15日

#### 代理アシスタント
- 増田みのり - 2011年7月4日 - 7月6日、2012年6月18、19日、2012年10月25日、11月1日 - 11月15日
- 小口絵理子（元ニッポン放送アナウンサー、フリーアナウンサー）- 2011年7月7日、7月8日、2012年4月10日、2012年6月20日、21日
- 五戸美樹（当時：ニッポン放送アナウンサー）- 2012年4月9日
- 増山さやか - 2012年6月22日、2012年10月26日、11月2日 - 11月16日、2016年9月21日
- 石川みゆき（元ニッポン放送アナウンサー、フリーアナウンサー）- 2012年10月22日 - 10月24日、31日 - 11月19日
- ひろたみゆ紀（フリーアナウンサー）- 2013年5月1日 - 5月17日、2014年3月10日 - 3月14日、2016年7月28、29日、2016年9月19、20日
- 煙山光紀 - 2015年1月26日
- 師岡正雄 - 2015年1月27日
- 新保友映 - 2015年7月30日、7月31日、2017年9月11日、12日
- 新行市佳 - 2015年9月16日
- 西村知江子（元ニッポン放送アナウンサー、フリーアナウンサー）- 2017年11月16日、17日

#### コメンテーター
- 月曜：白井勝也（小学館副社長） - 2010年6月 - 2011年3月
- 火曜：勝谷誠彦（コラムニスト[注 14]） [注 15] - 2010年6月 - 10月
- 金曜：藤原和博（東京学芸大学客員教授、元民間人校長、大阪府知事特別顧問）- 2010年6月 - 2013年9月27日
- 週替わり：浅川博忠[注 16][6]（政治評論家）、林志行（早稲田大学大学院 創造理工学研究科教授）

### ニュースキャスター
2012年3月以降に設置。現在はアシスタントがニュースを読む。5・6時台のニュースリーダーを務める。桜林はフリージャーナリスト、ほかはニッポン放送報道部在籍。
- 月曜：村木正顕または勝山達志
- 月曜：渡辺一宏
- 火曜：桜林美佐
- 水曜：勝山達志
- 水曜：後藤誠一郎（2014年4月2日 - ）
- 木曜：上村貢聖
- 金曜：畑中秀哉

### 有楽町あさ活クラブ
- 月曜：鎌田實（諏訪中央病院名誉院長）2010年6月28日 - 2013年6月
- 火曜：勝間和代（経済評論家・公認会計士）2010年6月28日 - 2012年9月25日
　　　なぎら健壱（フォークシンガー）2012年10月2日 - 2013年6月
- 水曜：見城徹（幻冬舎社長）2010年6月28日 - 2013年6月
- 木曜：日野原重明（聖路加国際病院理事長・名誉院長）2010年6月28日 - 2013年6月
- 金曜：マンスリーゲスト

## 番組タイムテーブル

### 放送時間（縮減時）
2015年8月3日時点
生放送につき、記載されている時間は目安。
| タイムテーブル 6時台 | タイムテーブル 6時台                                | タイムテーブル 6時台 |
| 時刻                 | 内容                                                | 備考 |
| -------------------- | --------------------------------------------------- | --- |
| 6:00                 | オープニング                                        | 高嶋、アシスタントの順に挨拶。OPトーク後、メッセージの呼び込みと 紹介を行う |
| 6:05                 | 6時のニュースヘッドライン                           | アシスタントがニュースリーダーを務めて読み上げる |
| 6:07                 | 朝刊 いいとこどり〜ひでたけのちょっと言わせて〜     | 高嶋が放送当日の朝刊からニュースをピックアップしている |
| 6:13                 | ニッポン放送天気予報                                | 気象情報のみ読み上げ |
| 6:14                 | ニッポン放送交通情報（警視庁）                      | |
| 6:16                 | 毎日聴いていつも健康! ラジオ人間ドック              | 1つの病気に関して、1週間かけて解説する |
| 6:22                 | 早起きリビング・リピート                            | 早朝ワイド番組枠のリピート枠 |
| 6:26                 | メッセージ紹介                                      | リスナーからのメッセージやなりきり川柳を紹介する |
| 6:28                 | 朝の産経新聞ニュース                                | |
| 6:31                 | ニュースやじうま総研〜ズバリ言わせて〜              | この時間帯から、日替わりのコメンテーターが番組に参加して、 気になる話題を紹介する 放送枠統合前は5時台だったが、統合後に枠移動                                                                      |
| 6:37                 | ニッポン放送天気予報                                | 気象情報のみ読み上げ |
| 6:39                 | ニッポン放送交通情報（警視庁）                      | |
| 6:43                 | ENEOSプレゼンツ あさナビ                            | NRN系列の内包番組 『清水ミチコのミッチャン・インポッシブル』からの枠移動 |
| 6:50                 | 本日発売!やじうま情報                               | 時間枠分離前の5時台の「出来立て朝刊つかみ取り」と融合 コーナーアシスタントが芸能ネタを紹介し、高嶋がスポーツ新聞を紹介する                                                                         |
| 6:56                 | ニッポン放送天気予報                                | 気象情報のみ読み上げ |
| 6:57                 | メッセージ紹介                                      | 6時台前半と同上 |
| 7時台                |                                                     | |
| 時刻                 | 内容                                                | 備考 |
| 7:00                 | あさラジ! 7時のニュースヘッドライン                 | 時報明け、高嶋のあいさつに続けてニュースと東京地方の天気予報 2014年1月5日よりニューヨーク証券取引所のダウ平均株価、ナスダック総合指数、 USドル円相場為替レートの値をニュースと天気の間に挟んでいる |
| 7:02                 | ひでたけの ニュース ガツンと言わせて                | コメンテーターとともに担当 6時台の「ズバリ」とは比較し、当日のニュースの中から話題をチョイスする                                                                                                   |
| 7:08                 | ニッポン放送交通情報（警視庁）                      | |
| 7:10                 | やじうま ニュースネットワーク                       | NRN系列にてネットされるストレートニュース番組 解説として報道部記者が登場する |
| 7:23                 | 首都圏天気予報                                      | |
| 7:24                 | スポーツ人間模様                                    | 前番組から内包しており、1人のスポーツのヒーロー・ヒロインを取り上げ、 その人物の素顔や裏側に迫る                                                                                                   |
| 7:31                 | ニッポン放送交通情報（警視庁）                      | |
| 7:37                 | SUZUKIハッピーモーニング 鈴木杏樹のいってらっしゃい | NRN系列の内包番組、前番組からの継続 |
| 7:42                 | ひでたけのやじうま好奇心!                           | 『中年探偵団』時代の「フラッシュジャーナル」、前放送番組である 『お早うGoodDay!』の「ビジネスサポートトピックス ザ・特集」の 類似コーナーで、巷の話題にフォーカスするミニ特集コーナー              |
| 7:53                 | あさラジ! 回覧板                                    | ニッポン放送からの告知枠で、直前のコーナーが伸びた場合は時間調整扱い |
| 7:55                 | ニッポン放送交通情報（警視庁）                      | |
| 7:56                 | エンディング                                        | プレゼントの当選者発表と積み残しのメッセージ紹介の後、次放送枠番組である 『垣花正 あなたとハッピー!』の垣花とのクローストークで番組予告を尋ねる                                                    |

### 放送時間（番組枠統合時）
5時台のみ
| 5時台 | 5時台                                  | 5時台 |
| 時刻  | 内容                                   | 備考 |
| ----- | -------------------------------------- | --- |
| 5:00  | オープニング                           | |
| 5:07  | 5時のニッポン放送ニュース              | 2013年11月15日まではアシスタントが、同年11月18日より報道部デスクが ニュースリーダーを担当                                                                            |
| 5:10  | スポーツニュース                       | |
| 5:12  | ニッポン放送天気予報                   | |
| 5:15  | あさラジ今朝の1曲                      | |
| 5:19  | 朝イチおたより喜怒哀楽                 | 2013年9月30日から開始した、普通のお便りコーナー |
| 5:25  | 心のともしび                           | 宗教法人カトリック善き牧者の会による、NRN系列内包宗教番組 |
| 5:30  | 出来たて朝刊 つかみどり                | その日の朝刊からニュースをピックアップしており、 放送開始から2011年3月末までは5:10頃の放送だった                                                                     |
| 5:38  | 朝いちばんのニッポン放送交通情報       | |
| 5:40  | JFマリンバンク海の天気予報             | NRN系列の企画ネットコーナーで、東京本土、伊豆諸島、小笠原諸島の詳細な気象情報、 東京湾、伊豆諸島北部、相模湾、鹿島灘の風、波、潮の干満、と日の出日の入り時間を伝える |
| 5:43  | なりきり川柳                           | ある人物やモノになりきって、世相を切り取ったものを川柳に認めるコーナー                                                                                               |
| 5:48  | ラジオリビング                         | 早朝ワイド番組枠のリピート枠 |
| 5:51  | あさラジ!ボイス〜メッセージ紹介〜      | 『ショウアップナイターTODAY』のコーナーがないため、各曜日のインフォマーシャルのみ流す                                                                                |
| 5:54  | 毎日聴いていつも健康! ラジオ人間ドック | 1つの病気に関して、1週間かけて解説する。放送枠統合後は、6時台に移動                                                                                                  |

### 終了コーナー
- docomo 携帯情報局（5:52頃）

ドコモの携帯電話の最新情報と首都圏の身近な話題を紹介する
- あさラジ!ボイス ちょっと言わせて!（5:57頃）

リスナーに架電する生電話コーナーで、2010年12月末をもって終了
- めざましグッドミュージック（5:20頃）

スッキリとした目覚めの出来る楽曲を流すリクエストコーナー。2011年の大震災以降休止していたが、2011年4月4日をもってなし崩し的で終了
- ニッポン放送フラッシュニュース（5:30）

ニュースとスポーツを伝えるコーナーで、新聞コーナーと統合された
- お便り朝いちばん（5:13）

番組テーマとは関係なくメッセージを募集する。放送開始から2011年3月末までは5:33頃から放送していた。2011年4月8日で終了
- お出かけ天気予報（5:10）

日本気象協会と回線をつないでの天気予報。番組初期は6:15頃で、2011年4月より時間変更し、同年9月末で終了
- スタートタイム「おはよう!いい話」（5:50）

2011年4月から12月に放送していた、「ちょっといい話」を紹介するコーナーで、
月曜と金曜はリスナー投稿、火曜から木曜は全国紙地方版若しくはローカル紙の「ちょっといい話」ピックアップする
- ロンドンオリンピック開催記念 勝手に!世界珍名辞典（5:43頃。2012年7月16日 - 2012年8月31日）

実在の人物をヒントに、しゃれになる各国の人名を考える
- 早起きお便り道場 喜怒哀楽和歌（2010年9月 - 2012年11月2日）

「なりきり川柳」の前進コーナーで喜怒哀楽を若に認める投稿コーナーで2012年11月2日をもって終了
- ひでたけのあさイチ知りたい調査隊（2012年11月5日 - 2013年7月19日）

巷の話題を徹底調査しコンパクトに伝える
- ニッポン絶滅種辞典（2012年9月3日 - 2013年9月27日）

昔は頻繁に聴いていたのに、今では耳にしなくなった物へ名付ける
- ニッポン放送 ソチ情報エキスプレス（2014年2月6日 - 21日）

ソチオリンピック開催期間中、ロシア連邦・ソチからの最新情報を清水久嗣アナウンサーの現地レポートにて送る
- 有楽町あさ活クラブ（2010年6月28日 - 2014年3月31日）

朝早くから活動する人へエネルギーを届ける、ラジオの中の学校
- 体感天気予報（2010年6月28日 - 2014年3月31日）

アシスタントがニッポン放送本社玄関から中継し、体感と天気を伝えるコーナーで、高嶋不在時は通常の天気予報のみ。
箱崎がアシスタント担当時は『箱崎みどりの外から天気予報』に改題した

## スピンオフ番組

### 勝谷誠彦のこれがニュースだ!
当該番組の過去コメンテーターであった勝谷と高嶋と共演していた、元ニッポン放送アナウンサーでフリーアナウンサーの小口絵理子で、2011年4月から9月に放送していたニュースバラエティ番組。番組内のメール募集アドレスが独自アドレスでは無く、当該番組のアドレスを使用していた。

### ニッポン放送番組交流戦 あさラジ!VSあなたとハッピー
2012年6月15日、ナイター中継のフロート番組として、18:00 - 21:00の枠で高嶋と『垣花正のあなたとハッピー!』のパーソナリティである垣花正とのリクエストバトルを行った。進行は新保が担当。高嶋が「昭和の名曲」を、垣花が「平成の名曲」をリクエストするのだが、クイズに挑戦して正解した方の曲がかかるというリクエスト&クイズ番組であった。

### 佐藤優の緊急提言 ニッポンに迫る危機はコレだ!
佐藤のスピンオフ番組として、2014年のナイターオフと2015年のフロート番組として過去2回編成しており、放送時間が18:00 - 21:00のため、3部構成になっている。
- 2015年2月22日
「ニッポン放送 冬のリスナー大感謝ウィーク」の目玉特番として18:00 - 21:00に放送。木曜隔週コメンテーターである佐藤がメインパーソナリティとなり、日本に迫る危機へ対処する方法を伝授するというもの。アシスタントは増山さやか[7][8]。
ゲスト：手嶋龍一※18時台、下村博文（衆議院議員、当時：文部科学大臣）※19時台、又吉直樹（ピース）※20時台
- 2015年6月8日
平日のナイターフロート番組として編成された[9][10]
ゲスト：山口那津男（参議院議員、公明党代表）※18時台、加藤達也[10]（産経新聞東京本社社会部編集委員、前ソウル支局長）※19時台、加藤登紀子（歌手）※20時台

### 須田慎一郎のニュースアウトサイダー
2017年上半期の番組編成にて、2017年4月9日から日曜のナイターフロート番組として番組開始。月曜のコメンテーターである須田と当該番組のアシスタントである東島がニュースとなるゲストを招いて話を聞く、トーク番組である。この番組の締めの言葉として、「翌週のあさラジでお会いしましょう」で締めており、扱いとして当該番組のスピンオフとなる。

## 著作
- 『ニッポン絶滅種辞典』学研パブリッシング、2013年3月。ISBN 978-4-054-05632-9。
- 『あっという間に距離が縮まる伝え方』扶桑社、2013年11月28日。ISBN 978-4-594069490。
- 『佐藤優が5人のゲストとナビゲート! 90分でわかる 日本の危機』扶桑社、2015年9月2日。ISBN 978-4-594073336。
- 『高嶋ひでたけの読むラジオ』2017年5月29日。ISBN 978-4-093434447。[11]